# David Ousted
David Ousted Hansen (Greve, Dinamarca, 1 de febrero de 1985) es un exfutbolista danés que jugaba como portero.

## Clubes
| Club                        | País           | Año       |
| --------------------------- | -------------- | --------- |
| Brøndby IF                  | Dinamarca      | 2004-2007 |
| Akademisk Boldklub (cedido) | Dinamarca      | 2005-2006 |
| Hellerup IK (cedido)        | Dinamarca      | 2006-2007 |
| SønderjyskE                 | Dinamarca      | 2007-2010 |
| Randers F. C.               | Dinamarca      | 2010-2013 |
| Vancouver Whitecaps         | Canadá         | 2013-2017 |
| D. C. United                | Estados Unidos | 2018-2019 |
| Chicago Fire                | Estados Unidos | 2019      |
| Hammarby IF                 | Suecia         | 2020-2021 |
| F. C. Midtjylland           | Dinamarca      | 2022      |

## Palmarés

### Títulos nacionales
| Título                          | Club                | País      | Año  |
| ------------------------------- | ------------------- | --------- | ---- |
| Campeonato Canadiense de Fútbol | Vancouver Whitecaps | Canadá    | 2015 |
| Copa de Suecia                  | Hammarby IF         | Suecia    | 2021 |
| Copa de Dinamarca               | F. C. Midtjylland   | Dinamarca | 2022 |